# 井本農一
井本 農一（いもと のういち、1913年3月30日 - 1998年10月10日）は、日本の国文学者・俳人、お茶の水女子大学名誉教授。実践女子大学第8代学長で、勲二等瑞宝章受章者。

## 経歴
1913年、山口県新南陽市（現周南市）に生まれた。1933年、旧制成蹊高等学校文科甲類を卒業。1936年、東京帝国大学文学部国文科を卒業。
卒業後は、お茶の水女子大学教授をつとめた。1961年、学位論文『蕉風を中心としたる俳諧史の問題的研究』を東京大学に提出して文学博士号を取得。1976年にお茶の水女子大学を定年退官し、名誉教授となった。その後も聖心女子大学教授として教鞭をとり、1984年からは実践女子大学第8代学長をつとめた。1988年に退職。墓所は小平霊園。

## 受賞・栄典
- 1988年春：勲二等瑞宝章を受章。

## 研究内容・業績
- 日本中世・近世文学を研究し、特に松尾芭蕉を研究テーマとした。

## 家族・親族
- 父：青木健作は小説家。

## 著作
著書
- 『日本文学史攷』修文館、1941年。
- 『国文学の再建 理論と方法』育英書院、1942年。
- 『宗祇論』三省堂、1944年。
- 『旅と日本文学』成武堂、1944年。
- 『詩人良寛』美和書房、1946年。
- 『おくの細道新解』明治書院、1951年。
- 『日本文学年表』明治書院、1952年。
- 『俳文藝の論』明治書院、1953年。
- 『奥の細道』弘文堂アテネ文庫〈古典解説シリーズ〉、1954年。
- 『奥の細道をたどる』角川新書、1957年。
  - 改訂：角川選書 1973
  - 改題『おくのほそ道をたどる』角川文庫、1984年。
- 『俳句風土記 名句の跡をたずねて』社会思想社〈現代教養文庫〉、1963年。
- 『小林一茶』ポプラ社〈世界伝記全集〉、1967年。
- 『芭蕉=その人生と芸術』講談社現代新書、1968年。
- 『宗祇 浪曼と憂慮 日本の旅人』淡交社、1974年。
- 『芭蕉 旅ごころ』読売選書、1976年。
- 『芭蕉入門』講談社学術文庫、1978年。
- 『芭蕉の文学の研究』角川書店、1978年。
- 『良寛』講談社学術文庫、1978年。
- 『季語の研究』古川書房、1981年。
- 『芭蕉と俳諧史の研究』角川書店、1984年。
- 『季節のことば 私の季語手帖』小学館、1987年。
  - 『私の季語手帖』小学館ライブラリー、1998年。
- 『芭蕉とその方法』角川選書、1993年。
- 『季語淡彩』小学館、1994年。
- 『名句鑑賞十二か月』小学館、1998年。

句集
- 『遅日の街』永田書房、1977年。
- 『流水抄』角川書店、1980年。
- 『井本農一集』俳人協会、1999年。

共編著・校訂
- （編）『源氏物語とその人々』紫乃故郷舎、1949年。
- （編）『芭蕉をめぐる人々』紫乃故郷舎、1953年。
- 関克己共校註『良寛歌集 年代別』角川文庫、1959年。
- 原岡秀人共著『奥の細道総索引』明治書院、1962年。
- 『為朝物語』岩崎書店〈少年少女日本古典物語全集〉、1964年。
- 『太平記』ポプラ社〈古典文学全集〉、1966年。
- 『芭蕉の世界』小峰書店〈文学の世界シリーズ〉、1968年。
- 東海林隆共著『奥の細道』明治書院〈古典アルバム〉、1970年。
- 『宇治拾遺物語 けちんぼ長者ほか』学灯社〈小学生の日本古典全集〉、1971年。
- 堀信夫、村松友次共校注・訳『日本古典文学全集　松尾芭蕉集』小学館、1972年。
- 川崎展宏, 堀信夫共編『俳句のすすめ 古典と現代の詩精神をつなぐ』有斐閣選書、1976年。

- 堀信夫共編『古典俳句を学ぶ』有斐閣選書、1977年。
- 壇上正孝共編『芭蕉紀行総索引』 下、明治書院、1977年。
- 堀信夫共著『文人書譜 10.芭蕉』淡交社、1979年。
- 今泉準一共著『連句』大修館書店、1982年。
- 編著『作歌・作句』放送大学、1986年。
- 尾形仂『近世四季の秀句』角川書店、1998年。

記念論集
- 『俳文芸の研究 井本農一博士古稀記念』角川書店、1983年。

## 参考資料
- 「追悼・井本農一」『俳壇』16-2、本阿弥書店、1999年